# Валухин, Константин Николаевич
Константи́н Никола́евич Валу́хин (1901, Алатырь, Симбирская губерния, Российская империя — 22 июня 1940, Москва) — советский работник органов государственной безопасности и партийный деятель, начальник УНКВД по Омской области (1937—1938), капитан госбезопасности (20.12.1936), 1-й секретарь Свердловского обкома ВКП(б) (1938). Входил в состав особой тройки УНКВД СССР. Судебным решением признан фальсификатором и нарушителем законности.

## Биография

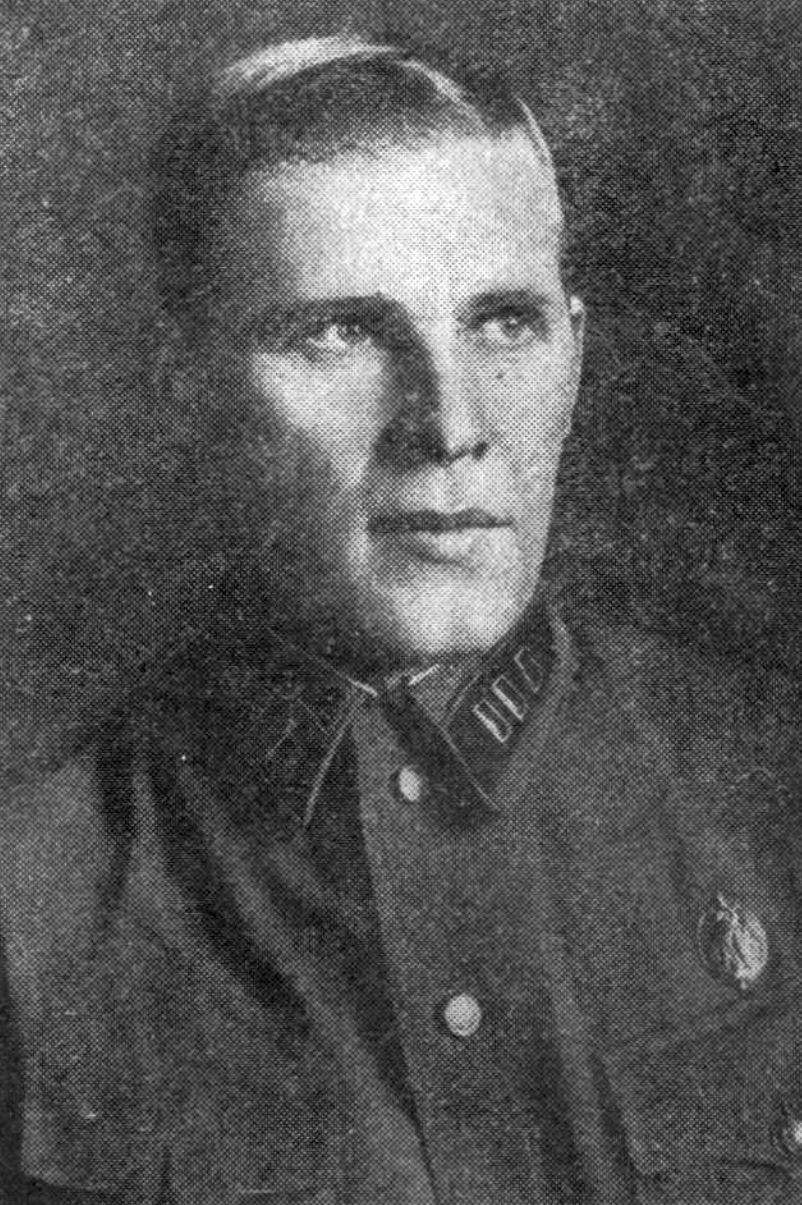
Валухин Константин Николаевич, 1938 год

Родился в семье известного в Симбирской губернии фотографа Николая Николаевича Валухина (1865—1934). Учился в школе 2-й ступени и в горном училище. В 1920 году мобилизован в РККА, служил пулемётчиком. В том же году был переведён в систему особых отделов ВЧК, где был начальником пулемётной команды. В 1921—1925 гг. служил в особых отделах 4-й Петроградской дивизии, Северо-Кавказского военного округа и 6-й кавалерийской бригады в Бухаре.
В феврале 1921 г. в составе группы чекистов командируется на работу в город Темрюк на Северный Кавказ. В составе опергруппы Особого отдела 9-й армии принимает активное участие в ликвидации антибольшевистских формирований на Кубани. Затем в качестве помощника начальника особого отделения отдельной кавалерийской бригады участвует в разгроме басмаческих группировок в Восточной Бухаре. Состоял в ВКП(б) с сентября 1924 г. В 1925—1927 гг. был курсантом Высшей пограничной школы ОГПУ, после окончания которой продолжил службу в особых отделах 9-й Донской кавалерийской дивизии, Северо-Кавказского военного округа и полпредства ОГПУ по Северо-Кавказскому краю. С января 1934 г. — помощник, с июня 1936 г. — заместитель, а с декабря 1936 г. — начальник особого отдела управления государственной безопасности УНКВД Северо-Кавказского (с марта 1937 — Орджоникидзевского) края. В январе 1936 г. получил звание старшего лейтенанта госбезопасности, а в декабре того же года — капитана госбезопасности. В мае 1937 г. был назначен помощником начальника УНКВД Орджоникидзевского края, а в августе — начальником УНКВД Омской области.
Этот период отмечен вхождением в состав особой тройки, созданной по приказу НКВД СССР от 30.07.1937 № 00447 и активным участием в сталинских репрессиях. С приходом к руководству Омским Управлением НКВД, Валухин развернул массовые репрессии в крае, разгромил Омскую партийную организацию во главе с первым секретарем обкома ВКП(б) Д. А. Булатовым.
12 декабря 1937 г. трудящимися Тюменского избирательного округа был избран депутатом Совета Союза Верховного Совета СССР 1-го созыва.

## Завершающий этап
В апреле 1938 г. решением Политбюро ЦК ВКП(б) был переведён на партийную работу и назначен первым секретарём Свердловского обкома ВКП(б). Проработал в должности меньше года, 30 декабря 1938 г. решением Политбюро он был снят с поста «как не оправдавший доверия ЦК ВКП(б)» и некоторое время находился в распоряжении ЦК ВКП(б). В феврале 1939 г. был назначен управляющим Калининским свиноводческим трестом, а через три месяца, 29 мая 1939 г., арестован.
9 мая 1940 г. в Москве осуждён Военной коллегией Верховного Суда СССР по ст. 58-1 «а» («измена Родине»), 58-8 («террор») и 58-11 («участие в заговорщической к.-р. организации в органах НКВД») УК РСФСР и приговорён к расстрелу. 21 июня 1940 г. Президиум Верховного Совета СССР утвердил приговор ВКВС СССР. 22 июня 1940 г. расстрелян вместе с группой руководящих сотрудников НКВД СССР , осужденных по аналогичным обвинениям (С. Г. Жупахин, А. М. Хатеневер, П. П. Вольнов и др.). Место захоронения — могила невостребованных прахов № 1 крематория Донского кладбища. 14 марта 2013 г. Коллегией по делам военнослужащих Верховного суда РФ ст.ст. 58 обвинения были посмертно переквалифицированы на ст.193-17 УК РСФСР («злоупотребление служебным положением, …превышение власти… при особо отягчающих обстоятельствах») с сохранением ранее вынесенной меры наказания.

## Участие в работе центральных органов власти
Депутат Верховного Совета СССР I созыва

## Награды
- орден Ленина (19 декабря 1937) — «за выполнение заданий правительства» (лишен посмертно Указом Президиума ВС СССР от 29.01.1941)[6]
- знак «Почётный работник ВЧК—ГПУ (XV)» (8 апреля 1934)
- почётное оружие (1931, 1932), почётная грамота и часы (1927)

## Семья

Братья Валухины, справа — К. Н. Валухин

- Валухин Константин Николаевич был женат на Елизавете Мефодиевне Сапрыкиной (Валухиной), имел сына. Его внучка — драматург Татьяна Валухина.
- Брат — Валухин Николай Николаевич 1905 г.р. — также сотрудник органов госбезопасности, заместитель начальника следственного управления УНКВД/УМГБ по Краснодарскому краю, майор (1948), награждён двумя орденами Красной Звезды и орденом Отечественной войны. Уволен по болезни в 1950 г[7]. Репрессиям в связи с арестом и осуждением старшего брата не подвергался.[8]
- Сестра — Ольга Николаевна.